# Бедункевич, Владимир Адольфович
Владимир Адольфович Бедункевич (11 июня 1898 — 29 сентября 1938) — советский теоретик физической культуры и спорта.

## Биография
По национальности — поляк. В 1919 году большевики расстреляли его отца, а сам он в 1922 году был осуждён революционным трибуналом на полтора года «за организацию коллективного невыполнения приказа командования военной школы».
В юношеские годы увлекался тяжёлой атлетикой, показывал неплохие результаты на соревнованиях. В 1922 году стал победителем первенства Украины по тяжёлой атлетике в весе до 82,5 кг. Также занимался деятельностью арбитра, в 1924 году был заместителем главного судьи чемпионата СССР по тяжёлой атлетике, а в 1928 году стал главным судьёй чемпионата Украины.
В декабре 1924 года Бедункевич возглавил Харьковские однолетние курсы физической культуры для подготовки учителей физического воспитания, которые открылись при Высшем совете физической культуры Украины. В ноябре 1925 года назначен руководителем техникума физической культуры в Харькове. В открытом в 1930 году Всеукраинском институте физической культуры Бедункевич некоторое время был начальником спортивного факультета, заведующим кафедрой тяжёлой атлетики, начальником Высшей школы тренеров.
Тренерская деятельность В. Бедункевича способствовала успеху ведущих украинских тяжеловесов тех лет. Именно по приглашению В. Бедункевича в харьковский институт прибыл из Баку Георгий Попов, который привлёк внимание тренера своими мощными результатами. Впоследствии оттуда же приехал и ещё один будущий чемпион, Аркадий Касперович. Непосредственными учениками Бедункевича были И. Кириченко, М. Касьяник, И. Сегида.
Бедункевич является автором книг по тяжёлой атлетике, статей в спортивных журналах, более ста методических публикаций, а также книги «Лёгкая атлетика: Пособие» (К., 1935).
Арестован 27 мая 1938 года по обвинению в шпионской деятельности в пользу Польши, а уже 29 сентября Бедункевича расстреляли в Харькове. Реабилитирован в 1958 году.